# Валер'яна російська
Валер'яна російська іноді валеріана російська (Valeriana rossica) — вид квіткових рослин родини жимолостевих (Caprifoliaceae).

## Біоморфологічна характеристика
Це багаторічна рослина 70–160 см заввишки. Стебло борозенчасте, голе, біля основи шерстисте. Листки з 6–10 парами листочків; листочки вузьколанцетні, частіше цілокраї, знизу голі та з дуже короткими щетиноподібними шипиками. Квітки 4–6 мм завдовжки, блідо-рожеві або білі. Плід 2.5–3.5 мм, з обох боків запушений довгими густими волосками. Період цвітіння: червень і липень.

## Поширення
Україна, Росія, Казахстан.
В Україні вид росте у степах, у чагарниках, на суходілових луках — у Лівобережному Лісостепу (у Сумській та Харківській областях).

## Галерея

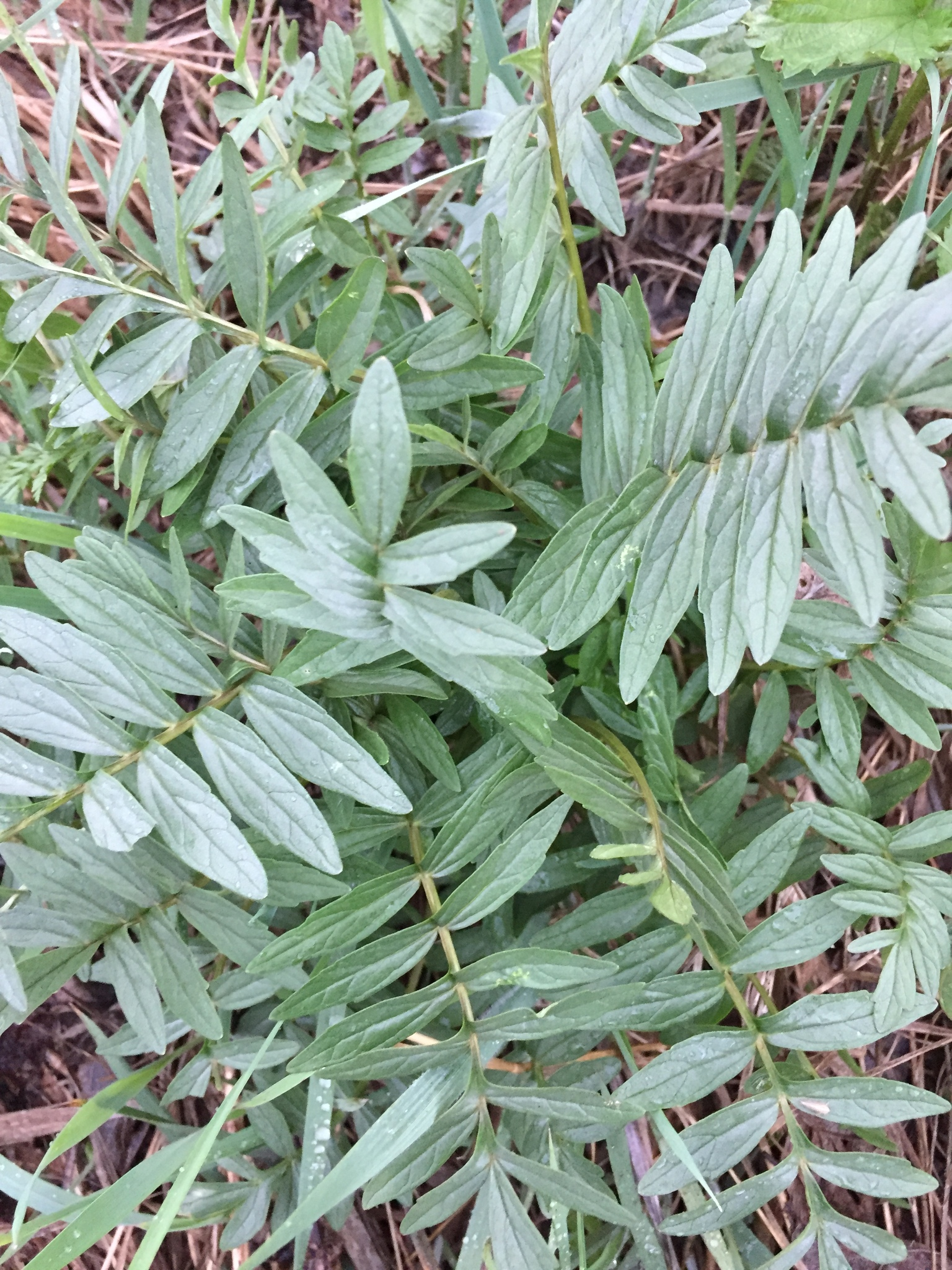
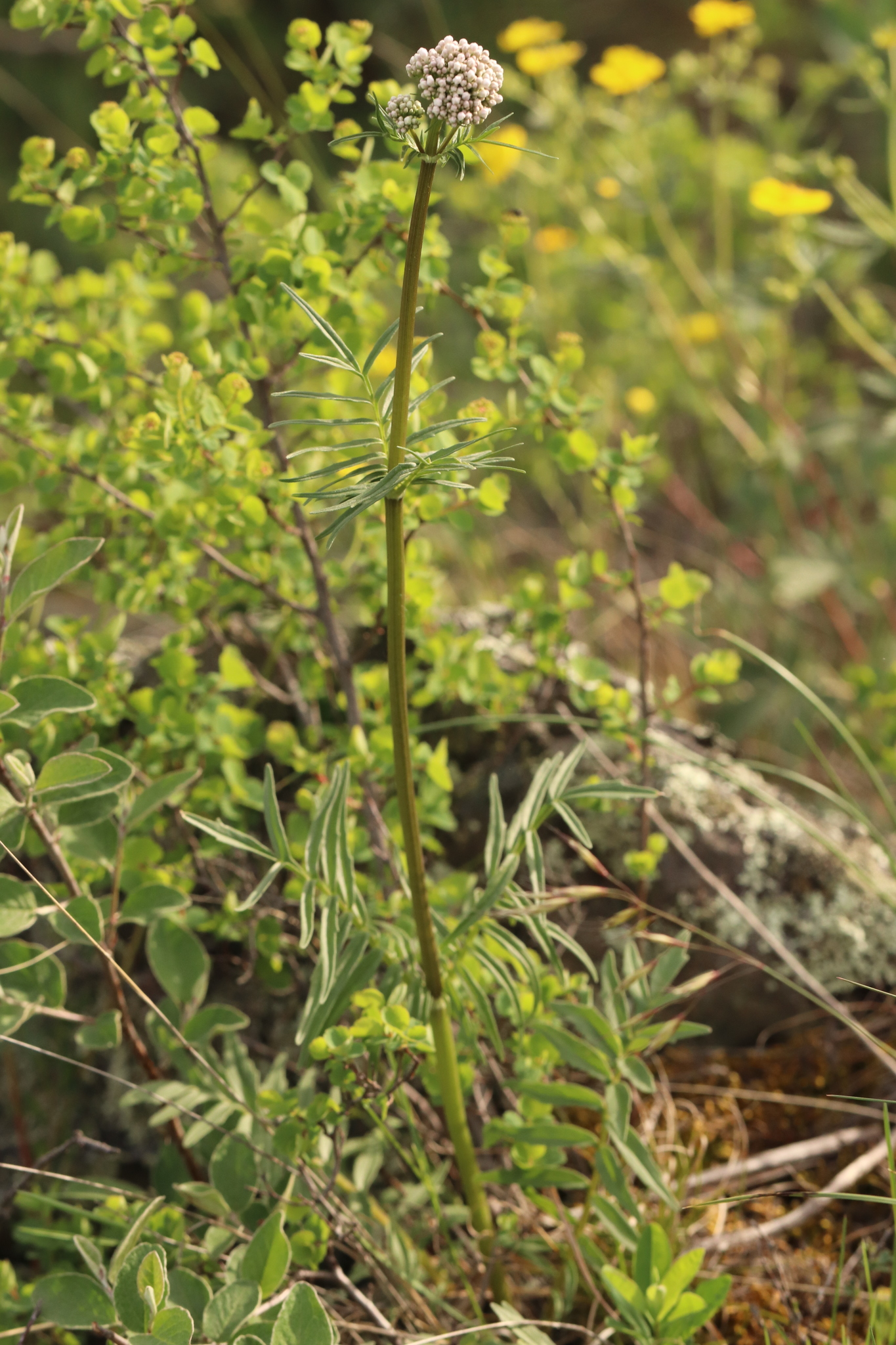